# De la Tierra a la Luna (miniserie)
De la Tierra a la Luna (título original: From the Earth to the Moon) es una 
miniserie de HBO/Warner de 12 capítulos producida por Ron Howard, Brian Grazer, Tom Hanks, y Michael Bostick, acerca de las misiones Apolo y la llegada del hombre a la Luna. Fue televisada por primera vez en Estados Unidos entre abril y mayo de 1998.
Si bien tiene el mismo nombre, la miniserie no está basada en la novela de Julio Verne De la Tierra a la Luna.

## Premios
Recibió el premio Emmy y el Golden Globe por mejor miniserie.

## Episodios
- 1 - Can We Do This? - Muestra los primeros eventos en la carrera espacial, incluyendo la decisión de enviar hombres a la luna. Cubre los programas Mercury y Gemini.

- 2 - Apolo Uno - Se enfoca en el incendio del Apolo 1 y la posterior investigación.

- 3 - We Have Cleared the Tower - Durante todo el episodio se sigue a un equipo documental ficticio que registra los preparativos para el lanzamiento  del Apolo 7.

- 4 - 1968 - Muestra el contexto político del lanzamiento del Apolo 8, incluyendo material documental real de ese año.

- 5 - Spider - Trata del diseño y construcción del módulo lunar. Se empleó un módulo lunar real para el rodaje, que no pudo ser utilizado en el espacio al recortarse el programa Apolo.

- 6 - Mare Tranquilitatis - El título se refiere al lugar donde aterrizó el Apolo 11, y el capítulo trata precisamente del primer alunizaje.

- 7 - That's all there is - Con tono humorístico refleja el alunizaje del Apolo 12, enfocándose en las relaciones entre el astronauta Alan Bean y su  equipo.

- 8 - We Interrupt this Program - Narra los problemas del Apolo 13 desde el punto de vista mediático. Evita comparaciones con la película Apolo 13 al  enfocarse exclusivamente en la cobertura mediática de los eventos.

- 9 - For Miles and Miles - Se centra en el astronauta Alan Shepard y la misión Apolo 14.

- 10 - Galileo was right - Muestra el entrenamiento de los astronautas del Apolo 15 para poder realizar observaciones geológicas en la luna.

- 11 - The Original Wives Club - En el contexto de la misión Apolo 16, el episodio muestra el punto de vista de las esposas de los astronautas, y cómo  deben lidiar con la presión y los riesgos de la profesión de sus maridos.

- 12 - Le Voyage Dans la Lune - Superpone la misión Apolo 17 con una recreación de la filmación de la película Viaje a la Luna de Georges Méliès, realizada a principios del siglo XX, la cual da título al episodio.